# Marguerite Ducouret
Pour les articles homonymes, voir Ducouret.
Marguerite Ducouret, née le 11 décembre 1893 dans le XVIIIe arrondissement de Paris et morte le 12 avril 1971 dans le XIVe, est une actrice française.

## Filmographie
- 1931 : Arthur ou Le Culte de la beauté de Léonce Perret - Mme Beautramel
- 1931 : L'Agence matrimoniale d'André Chotin - court métrage
- 1931 : Le Dandy masqué d'André Chotin - court métrage
- 1931 : La Malle de Louis Mercanton - court métrage
- 1931 : Un Bouquet de flirt de Charles de Rochefort - court métrage
- 1932 : La méthode Crollington d'André Bay - court métrage
- 1933 : Knock ou le Triomphe de la médecine de Louis Jouvet et Roger Goupillières - Mme Rémy
- 1934 : Sapho de Léonce Perret - Mme Hettema
- 1934 : Le Malade imaginaire de Jaquelux et Marc Merenda - moyen métrage - Bélize
- 1934 : Le Médecin malgré lui de Pierre Weill - court métrage
- 1934 : Une cliente pas sérieuse de René Gaveau
- 1935 : La Kermesse héroïque de Jacques Feyder - la femme du brasseur
- 1936 : Titres exceptionnels de Hubert de Rouvres - court métrage -
- 1937 : Un carnet de bal de Julien Duvivier - la mère
- 1937 : Le Porte-veine de André Berthomieu
- 1941 : La Nuit fantastique de Marcel L'Herbier - la maraîchère
- 1941 : Opéra-Musette de René Lefèvre et Claude Renoir - Mme Honoré
- 1941 : Péchés de jeunesse de Maurice Tourneur - Emma Vacheron
- 1942 : Les Inconnus dans la maison de Henri Decoin - Angèle
- 1942 : Le Bienfaiteur de Henri Decoin - Mme Noblet
- 1942 : La Loi du printemps de Jacques Daniel-Norman
- 1942 : Picpus de Richard Pottier - Mme Cognet
- 1942 : La Vie de bohème de Marcel L'Herbier
- 1942 : Le Voyageur de la Toussaint de Louis Daquin - Mme Rinquet
- 1943 : L'aventure est au coin de la rue de Jacques Daniel-Norman - Eugénie
- 1944 : La Cage aux rossignols de Jean Dréville - la mère de Micheline
- 1945 : Dernier Métro de Maurice de Canonge
- 1945 : La Route du bagne de Léon Mathot - sœur Prudence
- 1946 : Les Aventures de Casanova de Jean Boyer - Film tourné en deux époques -
- 1949 : La Bataille du feu / Les joyeux conscrits de Maurice de Canonge - la concierge
- 1950 : Dominique d'Yvan Noé
- 1950 : Agence Nostradamus de Claude Barma Série TV de 9 épisodes
- 1956 : Alerte au deuxième bureau de Jean Stelli
- 1957 : Folies-Bergère / Un soir au music-hall d'Henri Decoin

## Théâtre
- 1922 : La Belle Angevine de Maurice Donnay et André Rivoire, Théâtre des Variétés
- 1932 : Une femme ravie de Louis Verneuil, Théâtre de Paris
- 1942 : Une jeune fille savait d'André Haguet, mise en scène Louis Ducreux, Théâtre des Bouffes Parisiens
- 1951 : Ombre chère de Jacques Deval, mise en scène de l'auteur, Théâtre Édouard VII
- 1961 : Miracle en Alabama de William Gibson, mise en scène François Maistre, Théâtre Hébertot
- 1962 : Miracle en Alabama de William Gibson, mise en scène François Maistre, Théâtre de l'Athénée

### Opérettes et comédies musicales
- 1930 : Pépé d'André Barde, musique de Maurice Yvain au Théâtre Daunou[1].